# Akiko Kohno
Akiko Kohno (jap. 香野晶子 Kohno Akiko; ur. 5 września 1989 w Fukuoce) – japońska siatkarka grająca na pozycji środkowej. Obecnie występuje w drużynie Pioneer Red Wings.